# 富曽亀村
富曽亀村（ふそきむら）は、かつて新潟県古志郡にあった村。

## 沿革
- 1889年（明治22年）4月1日 - 町村制施行に伴い古志郡富島村、小曽根村、亀貝村、稲葉村、永田村、堀金村、新保村、宮下村が合併し、富曽亀村が発足。
- 1951年（昭和26年）1月1日 - 長岡市に編入され消滅[1]。